# Carcinoma ameloblástico
O ameloblastoma maligno ou carcinoma ameloblástico é um tipo de tumor odontogênico maligno raro. Ele é a contraparte maligna do ameloblastoma, e representa cerca de 2% de todos os tumores odontogênicos, e 30% dos tumores odontogênicos malignos. Tem origem nas células do epitélio odontogênico, como ameloblastos e retículo estrelado.

## Sinais e sintomas
Em alguns casos, é assintomático. Também pode ser acompanhado de sinais e sintomas como:
- Dor
- Edema
- Ulceração
- Mobilidade dentária
- Parestesia (quando envolve a mandíbula)
- Trismo
- Epistaxe
- Disfonia
- Fraturas patológicas

Sinais e sintomas menos comuns podem incluir vertigem, perda de visão, sinusite, cefaleia, congestão dos seios, e sangramento da massa tumoral. Afeta a mandíbula mais frequentemente do que a maxila.
É um tumor agressivo, de rápido crescimento, que pode causar metástase a distância em órgãos como pulmões e linfonodos.

## Aspectos radiográficos e histológicos
Radiograficamente, possuem bordas mal delimitadas, com lesões radiolúcidas (raramente radiolúcidas com focos radiopacos de calcificações internas). Lesões uniloculares são mais frequentes do que multiloculares. Há expansão óssea e destruição da cortical, com possível perda, deslocamento, impactação ou reabsorção dos dentes associados.
Histologicamente, nota-se atipia celular das células ameloblásticas, com mitoses abundantes, podendo haver áreas focais de necrose. Os critérios de Vickers e Gorlin, como células em paliçada e núcleo de polaridade reversa, são mantidos a níveis mínimos. O índice de proliferação celular, definido por Ki67, tende a ser de moderado a alto. A última classificação da OMS para cistos e tumores odontogênicos de 2017 classifica as variantes antigas (primária, secundária/anaplásica intraóssea, e secundária/anaplásica periférica) como manifestações da mesma doença, o carcinoma ameloblástico.

## Causas
As causas exatas do carcinoma ameloblástico ainda são desconhecidas. A maior parte dos casos surge sem história prévia (de novo), representando cerca de 75% dos casos. Fatores genéticos e ambientais (como exposição a radiação ultravioleta e ionizante) podem contribuir para o surgimento do ameloblastoma maligno. Nesses casos de novo, o tumor se desenvolve a partir de tecido epitelial residual do desenvolvimento dentário.
Cerca de 25% dos casos são resultado da transformação maligna de um ameloblastoma existente ou de um cisto odontogênico.
Dos fatores genéticos, o ameloblastoma e o carcinoma ameloblástico compartilham a mesma mutação do gene BRAF. Além disso, o ameloblastoma maligno expressa SOX2 e possui alta taxa de proliferação de Ki67, que podem ser características histolopatológicas utilizadas para diferenciá-los.

## Epidemiologia
Afetam homens e mulheres em proporção semelhante. São mais frequentes na terceira e quarta década de vida, e acometem mais frequentemente a mandíbula posterior. Raramente cruzam a linha média.

## Diagnóstico
Além do exame clínico, exames de imagem como radiografias panorâmicas e tomografias computadorizadas são utilizadas. Uma biópsia deve ser realizada para confirmação do diagnóstico.
Diagnósticos diferenciais de carcinoma ameloblástico incluem:
- Ameloblastoma
- Ameloblastoma metastático
- Metástases de outros cânceres
- Carcinoma intraósseo primário

## Prognóstico e tratamento
A taxa de sobrevida em 5 anos é de aproximadamente 70%, com sobrevida global mediana de 122 meses e sobrevida livre de progressão mediana de 57 meses. A taxa de recidiva do carcinoma ameloblástico é relativamente alta, entre 40 a 60% e inclui um período amplo, chegando até a 150 meses. Metástases à distância são relatadas em cerca de 33% dos casos, aparecendo precocemente ou tardiamente.
O tratamento pode variar a depender de fatores como a localização e extensão do tumor primário, grau histológico, metástase local e/ou à distância, idade, estado de saúde, dentre outros elementos. O tratamento de escolha é a ressecção total com ampla margem cirúrgica.
Radioterapia pode ser usada como tratamento adjuvante ou para reduzir o tamanho da massa tumoral antes da cirurgia, mas não demonstrou eficácia como terapia de primeira linha.
Quimioterapia não se mostra eficaz contra carcinoma ameloblástico, e é mais frequentemente usada em indivíduos com doença avançada para tentar controlar metástases rampantes.